# Zorro: Generation Z (série télévisée d'animation)
Pour les articles homonymes, voir Zorro (homonymie).
Zorro: Generation Z est une série télévisée d'animation américaine en 26 épisodes de 22 minutes, créée par Rick Ungar, produite par les studios BKN International et diffusée à partir du 7 avril 2008 sur la chaîne Pop au Royaume-Uni ainsi que sur YTV au Canada, mais reste inédite aux États-Unis et dans les pays francophones.

## Synopsis
En 2015, Don Diego de La Vega, le cinq fois arrière-petit-fils du premier Zorro, arbore à son tour costume noir, armes et signe du « Z », pour faire régner la justice dans la métropole californienne de Pueblo Grande.

## Distribution
- Ben Small : Diego de la Vega / Zorro
- Jules de Jongh : Maria Martinez / Scarlet Whip
- Janet Brown : Mrs. McAlistair
- Morgan Deare : le maire Horace Martinez
- Luis Soto : Sergent Garcia

## Épisodes
1. Une nouvelle génération, première partie (New Generation: Part I)
2. Une nouvelle génération, seconde partie (New Generation: Part II)
3. Les Quatre Effrayants (The Fearsome Four)
4. Les Péchés du père (Sins Of The Father)
5. Maire d'un jour (Mayor For A Day)
6. Recherché : héros à mi-temps (Wanted: Part Time Hero)
7. La Parfaite Chasse au renard (The Perfect Fox Hunt)
8. Offre hostile (Hostile Takeover)
9. Le Métro (The Underground)
10. Bal masqué (Masquerade)
11. Un double rendez-vous (Double Date)
12. Cet esprit vieille école (That Old School Spirit)
13. Don Payaso (Don Payaso)
14. La Machine à tremblements de terre (The Earthquake Machine)
15. Un « Z » dans le temps (A 'Z' in Time)
16. Briser ou être brisé (Crush or be Crushed)
17. Le Renard blessé (The Wounded Fox)
18. Indésirable (Persona Non Grata)
19. Le Cousin de Diego (Diego's Cousin)
20. Vague de crime (Crime Wave)
21. Virus-Z (Z-Virus)
22. Fou de toi (Mad about You)
23. Le Rival (The Rival)
24. Le Dragon doré (The Golden Dragon)
25. Les Nouvelles Arrivées (The New Arrivals)
26. Supprimé par sondage (Poll Axed)

## Autour de la série
- Dans cette nouvelle histoire, Zorro n'est pas séparément armé d'une épée et d'un fouet, mais d'une Arme-Z, outil qui allie en même temps les fonctions d'épée, de fouet et de pistolet. Son nom s'explique par sa forme dépliée en Z. Il communique également à distance avec Bernardo grâce à un Z-phone.
- En clin d'œil à l'histoire originale, la moto de ce nouveau Zorro est appelée « Tornado-Z ».
- Le motif Z présent sous les bottes de ce nouveau Zorro n'est pas sans évoquer le multiplastron S présent sous les bottes de Superman dans Superman Returns. De même sa boucle de ceinture carrée ornée d'un Z n'est pas sans évoquer le grand motif orné d'un S sur le plastron de ce super-héros.